# Johann Michael Greiter
Johann Michael Greiter (auch Greitner, Kreittner; * um 1736 in Tarrenz, Tirol; † 27. Juni 1786 in Salzburg) war ein österreichischer Maler.
Greiter war der Sohn eines Tischlers und übte auch dessen Handwerk aus, bis er sich aus Neigung für die Bildende Kunst autodidaktisch ausbildete. Seit 1772 war er Bürger von Salzburg. Unter anderem malte er 1771 in der Kirche in Saaldorf das Porträt des heiligen Sebastian, 1780 in der Friedhofskirche von Mülln einen Christus am Kreuz sowie 1784 im Stift Nonnberg das Bildnis der Äbtissin Antonia Freifrau von Eiselsberg. Für die ehemalige Spitalskirche St. Nikolaus in der Weitau bei St. Johann in Tirol gestaltete er 1768 das Altarblatt Glorie der hll. Nikolaus und Margarethe sowie 1773 das Seitenaltarbild der 14 Nothelfer. Er fertigte 1778 zwei Porträtbildnisse eines greisen Herrn J. G. St. (81 Jahre alt) und einer Bürgerfrau. Außerdem schuf er zwei Porträts des Salzburger Erzbischofs Hieronymus Graf von Colloredo. Als er 1786 in der Edmundsburg am Mönchsberg zu Salzburg mit einer Malerei beschäftigt war, fiel er von der Leiter und starb an den Folgen des Sturzes.

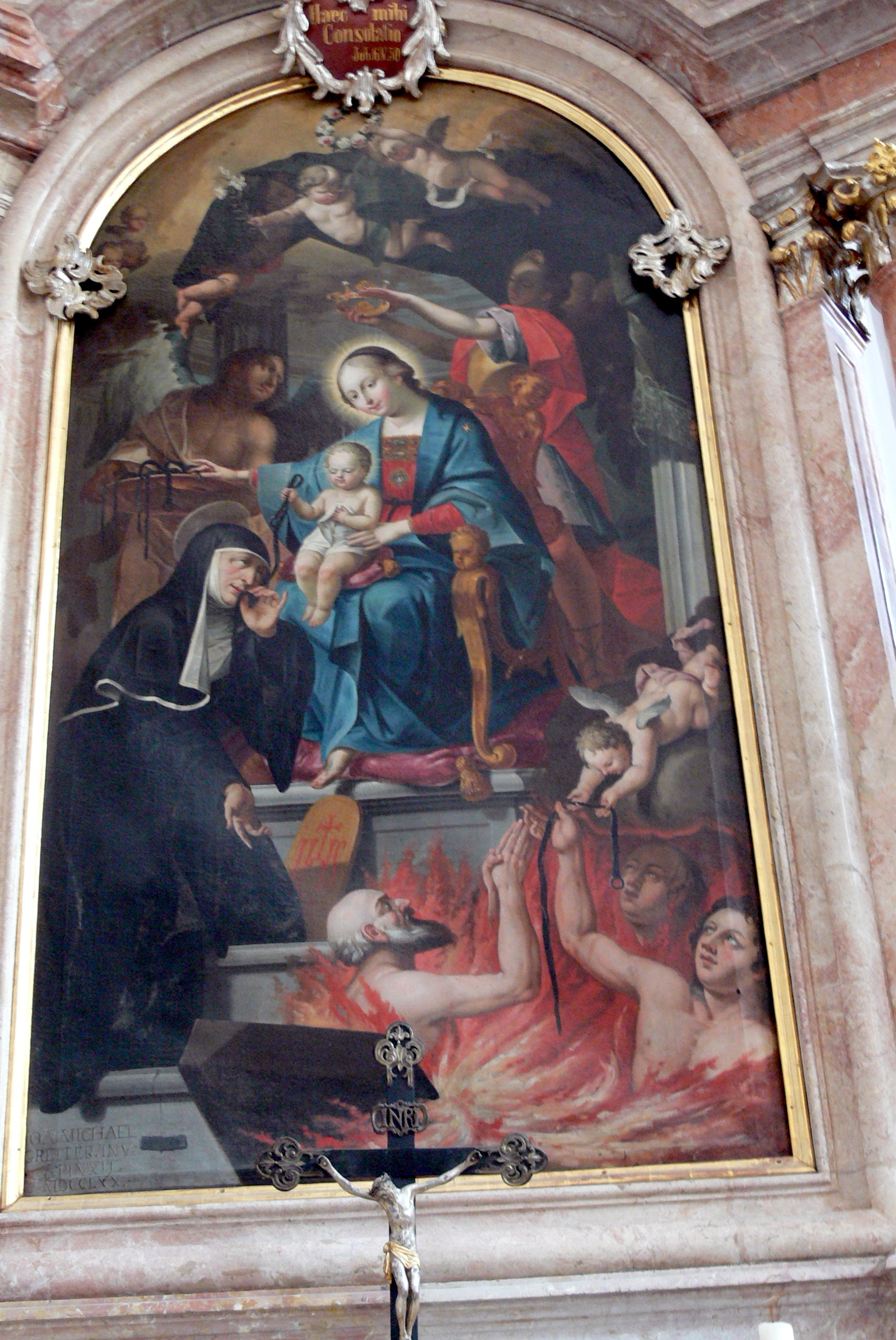
Rattenberg (Tirol). Augustinerkirche
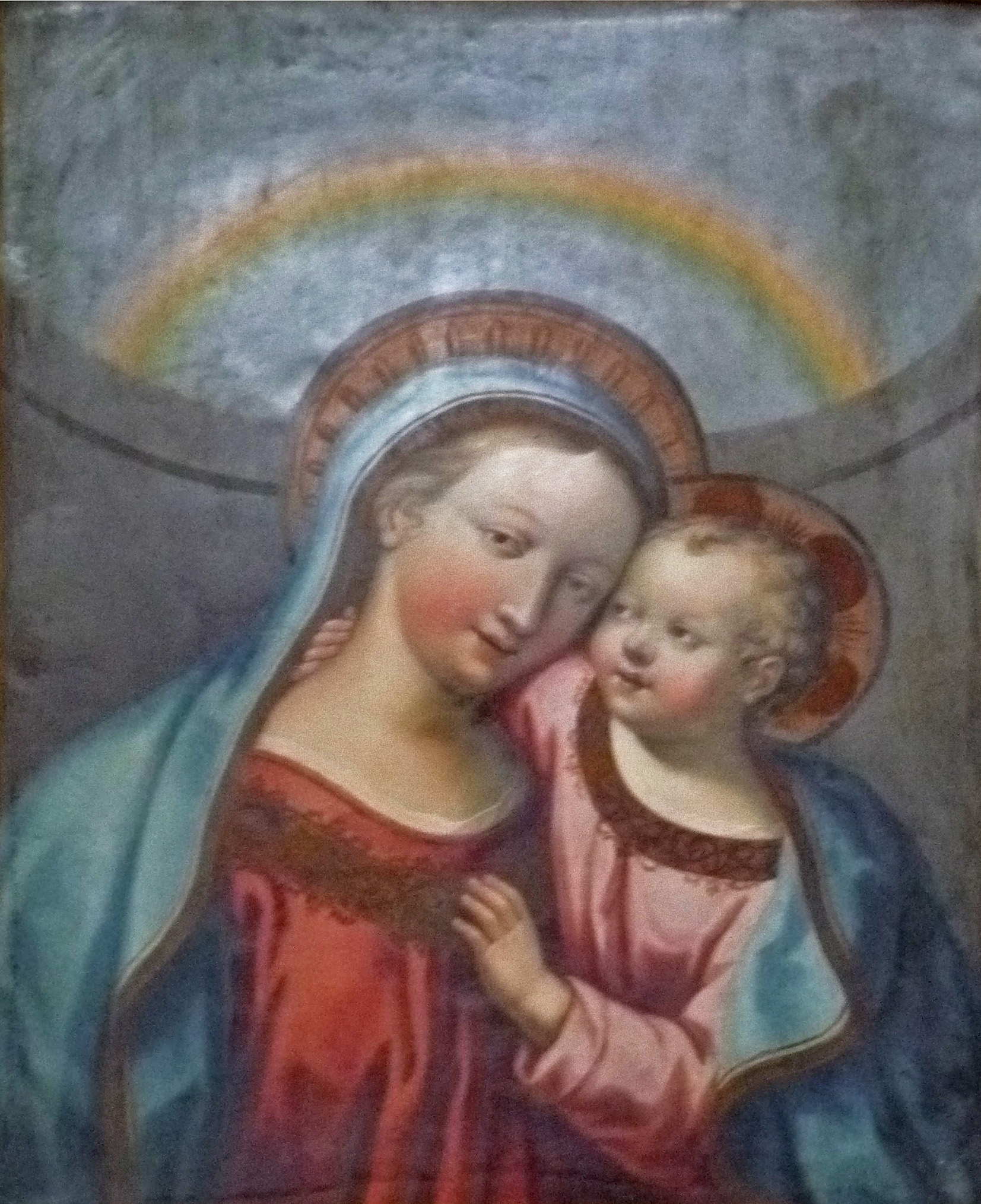
Augustinermuseum Rattenberg
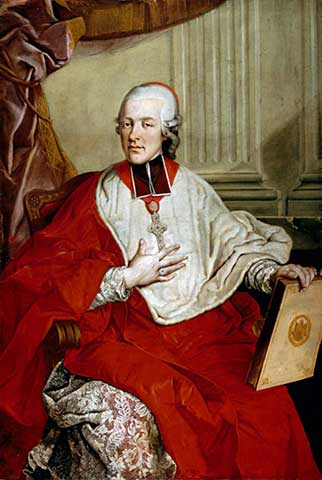
Hieronymus Graf Colloredo
Francesco Lattanzio Firmian
Massimiliana Firmian
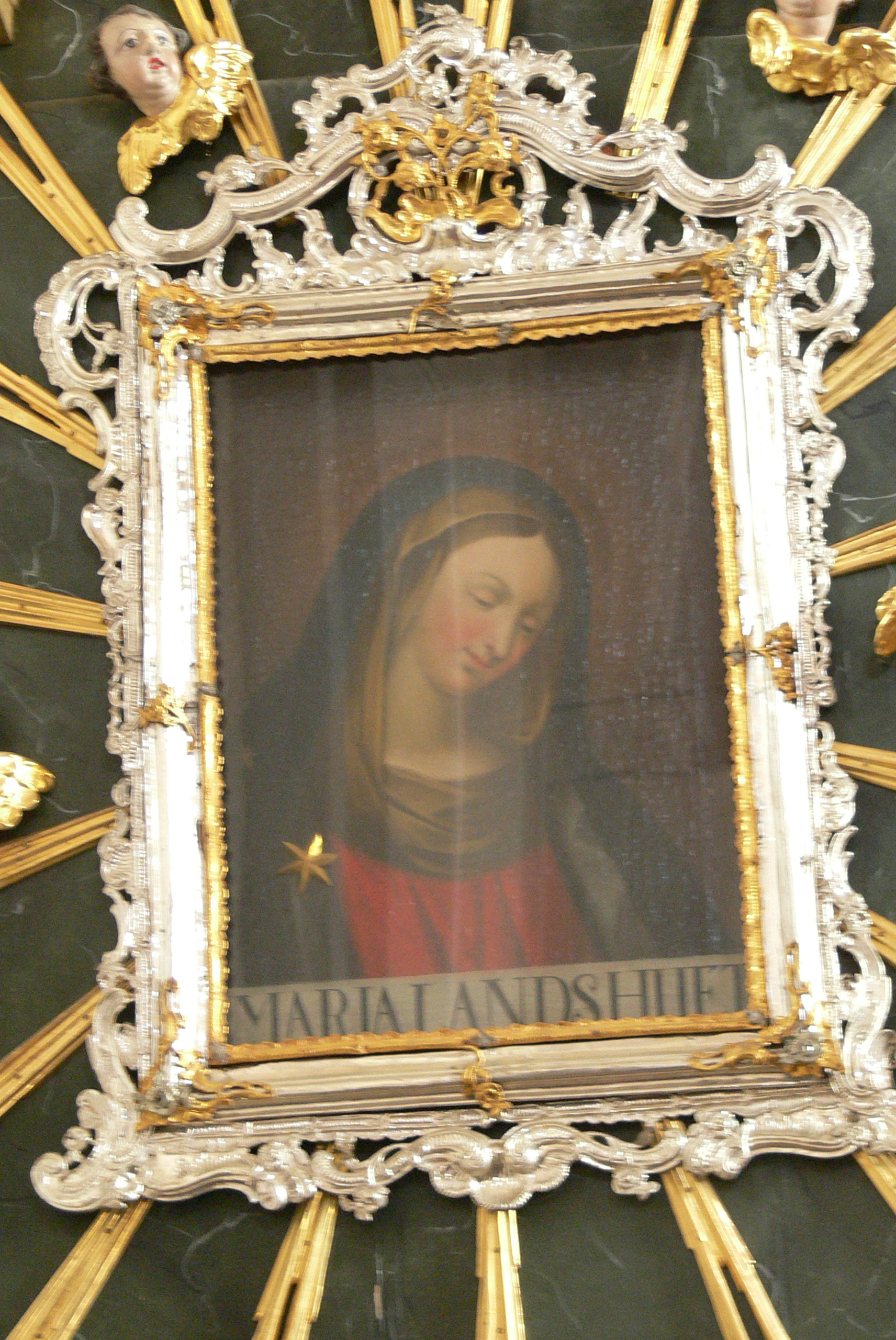
Marienaltar Kleinzell